# Susanne Rotard
Susanne Rotard (* 18. November 1965) ist eine ehemalige deutsche Fußballspielerin.

## Karriere
Rotard gehörte dem FSV Frankfurt bereits vor Einführung der zweigleisigen Bundesliga mit Saisonstart 1990/91 als Stürmerin an. Sie kam daher auch schon im Pokalfinale am 19. Mai 1990 im Berliner Olympiastadion gegen den FC Bayern München mit Einwechslung für Gaby Mink zum Einsatz und konnte mit dem 1:0-Sieg ihrer Mannschaft durch Torschützin Martina Walter in der 20. Minute einen Titel gewinnen.
In der Gruppe Süd der nunmehr höchsten Spielklasse kam sie in ihrer Premierensaison in sechs Punktspielen zum Zuge, beginnend am 2. September 1990 am ersten Spieltag mit dem 5:0-Sieg im Heimspiel gegen den TuS Binzen. In der Folgesaison kam sie einzig am 1. September 1992 (2. Spieltag) beim 3:0-Sieg im Heimspiel gegen den Bundesligaaufsteiger TuS Ahrbach zum Einsatz.

## Erfolge
- DFB-Pokal-Sieger 1990